# Jean Codure
Jean Codure, né le 24 juin 1508 à Seyne, dans les Alpes-de-Haute-Provence (France) et mort le 29 août 1541 à Rome, est un prêtre jésuite français, un des premiers compagnons d'Ignace de Loyola et cofondateur de la Compagnie de Jésus. 

## Biographie
Jean Codure est étudiant en théologie lorsqu'il part à Paris en 1534 en vue de l'obtension d'une maîtrise en arts. Il étudie au collège parisien de Lisieux lorsqu'il rencontre Pierre Favre, qui devient son directeur spirituel en 1536.

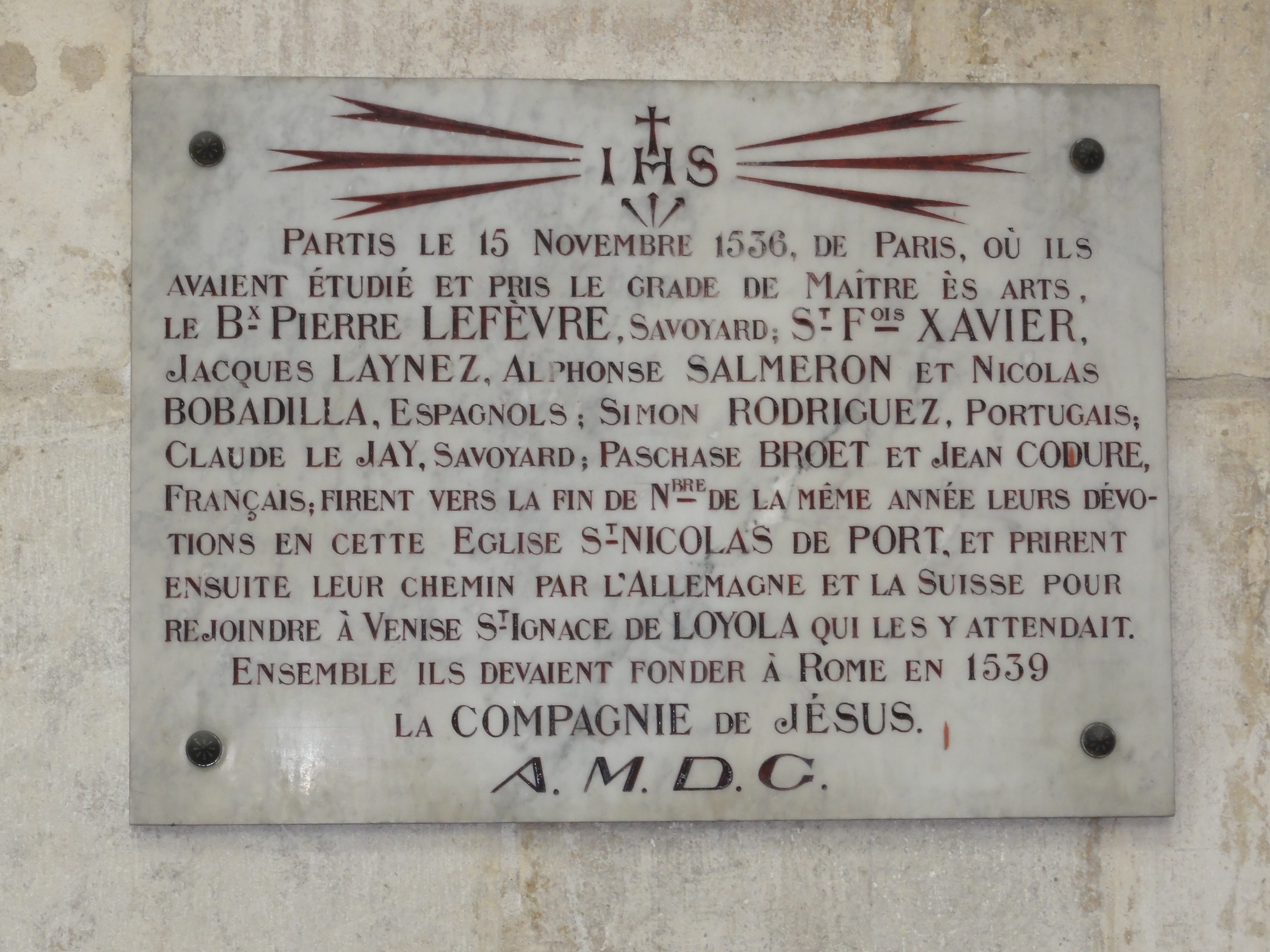
Plaque dans la basilique Saint-Nicolas-de-Port, commémorant le passage des neuf compagnons en route vers Venise en 1536.

Le 15 août 1536, il se joint au groupe des amis dans le Seigneur qui, en l'absence de saint Ignace renouvelle les vœux de pauvreté et chasteté prononcés à Montmartre deux ans auparavant. Ils promettent en outre de faire un pèlerinage à Jérusalem si les circonstances le permettent.  
En novembre 1536-janvier 1537, Codure accompagne les autres compagnons d'Ignace à travers la France, l'Allemagne et la Suisse pour rejoindre Ignace de Loyola à Venise, où ils organisent des préparatifs infructueux pour partir en pèlerinage à Jérusalem. Il est ordonné prêtre à Venise, en juin 1537, à peu près en même temps que cinq autres membres du groupe, parmi lesquels Ignace. Puis le groupe part à la fin du mois de juillet 1537 vers Rome, deux par deux, prêchant d'étape en étape. Codure passe par Trévise, Vicence et Padoue. Dans cette dernière ville, il est mis en prison sur ordre d'un évêque méfiant.
Il arrive à Rome le 21 avril 1538. Au printemps de 1539 le groupe forme le projet de fondation de la Compagnie de Jésus en tant qu'ordre religieux, qui sera approuvé en 1540 par le pape Paul III. Les constitutions sont acceptées en avril 1541. Le 22 avril suivant, Codure prononce ses vœux, avec les six pères présents à Rome. Paul III le nomme confesseur de Marguerite d'Autriche avant de vouloir l'affecter à la mission d'Irlande. Ce sera finalement Paschase Broët qui s'y rendra du fait qu'il meurt subitement  à l'âge de 33 ans. 

## Son œuvre
En tant que membre fondateur de la Compagnie de Jésus il participe à la rédaction des Constitutions de l'ordre. On a conservé de lui un document concernant la pauvreté des Jésuites et l'organisation des maisons professes (maisons pour les Jésuites formés) ainsi que des recommendations pour l'organisation des collèges jésuites naissant. On lui attribue aussi une influence sur Ignace de Loyola regardant la rédaction des Exercices spirituels.